# Muhammad V Faris Petra
Muhammad V Faris Petra (ur. 6 października 1969 w Kota Bharu) – sułtan stanu Kelantan w Malezji od 13 września 2010. Yang di-Pertuan Agong (król Malezji) od 13 grudnia 2016 do 6 stycznia 2019.

## Życiorys
Urodził się 1969 w Kota Bharu, gdzie uczęszczał do szkoły Sekolah Sultan Ismail I. Następnie kształcił się w Alice Smith International School w Kuala Lumpur. W 1989 ukończył Oakham School Rutland w Wielkiej Brytanii, a w 1991 St Cross College w Oksfordzie oraz Oxford Centre for Islamic Studies.
6 października 1985 został następcą tronu w sułtanacie Kelantan. 13 września 2010 objął urząd sułtana Kelantanu po tym, jak jego ojciec Tuanku Ismail Petra został uznany za niezdolnego do rządów ze względu na stan zdrowia po przebytym udarze mózgu.
W 2011 objął stanowisko wicekróla Malezji, a 13 grudnia 2016 urząd króla Malezji (Yang di-Pertuan Agong). Władca wybierany jest na pięć lat przez i spośród Zgromadzenia Władców, w skład którego wchodzą sułtani wszystkich dziewięciu stanów-sułtanatów. Wybór następuje rotacyjnie, zgodnie z ustalonym porządkiem.
Abdykował 6 stycznia 2019 r. ze skutkiem natychmiastowym, bez podania przyczyny. To pierwszy taki przypadek w historii państwa. Jako powód wskazuje się w mediach ślub z miss Moskwy 2015 Oksaną Wojewodiną. Żona przeszła na islam i zmieniła nazwisko.